# Diastyloides bacescoi
Diastyloides bacescoi är en kräftdjursart som beskrevs av Fage 1940. Diastyloides bacescoi ingår i släktet Diastyloides och familjen Diastylidae. Inga underarter finns listade i Catalogue of Life.